# Cerro Marte
El Cerro Marte es una loma en el municipio de General Cepeda, estado de Coahuila, México, la cima alcanza 1,377 metros sobre el nivel del mar.

## Características
El terreno alrededor del Cerro Marte es plano, el punto más alto cercano las Sierra de La Paila, 20 km al noreste, alrededor está muy poco poblado, con 3 habitantes por km², la comunidad más cercana es Estación Marte, un ejido en el que a principios del siglo XX, el ferrocarril permitió que la minería fuera la actividad económica predominante, aunque en el siglo XXI el ejido se encuentra en decadencia, otra población cercana es Pilar de Richardson, en donde habitan los ejidatarios dueños del terreno en el que está el cerro.

## Clima
El clima es cálido y desértico, la temperatura media anual es 25 °C, el mes más cálido es junio con temperatura promedio de 34 °C, y el más frío es enero con 14 °C. La precipitación media anual es de 446 milímetros, el mes más húmedo es septiembre con 109 mm de lluvia en promedio, y el más seco es abril con 6 mm.

## Flora
La flora en el cerro y sus alrededores es típica del sur de Coahuila:
- Chaute Ariocarpus fissuratus
- Pezuña de venado Ariocarpus kotschoubeyanus
- Mechudo Astrophytum capricorne
- Biznaga meloncillo Echinocactus horizonthalonius
- Alicoche sanjuanero Echinocereus stramineus
- Biznaga Ferocactus hamatacanthus
- Viejito Grusonia bradtiana
- Peyote Lophophora williamsii

## Historia
En tiempos prehispánicos, diversos grupos indígenas hicieron petroglifos en los alrededores de la Laguna del Mayrán, donde se encuentra el cerro.
Según los lugareños, alrededor del cerro son frecuentes los avistamientos de ovnis y en la década de 1990, unos extranjeros que dijeron venir en representación de la NASA ofrecieron comprar el terreno en el cual se encuentra el cerro, pero los ejidatarios se negaron a vender.
Nuevamente en 2014, extranjeros que dijeron venir en representación de la NASA manifestaron interés en comprar el terreno y realizaron estudios sobre magnetismo. Según algunos, las brújulas se desvían en las cercanías del cerro.

## Galería

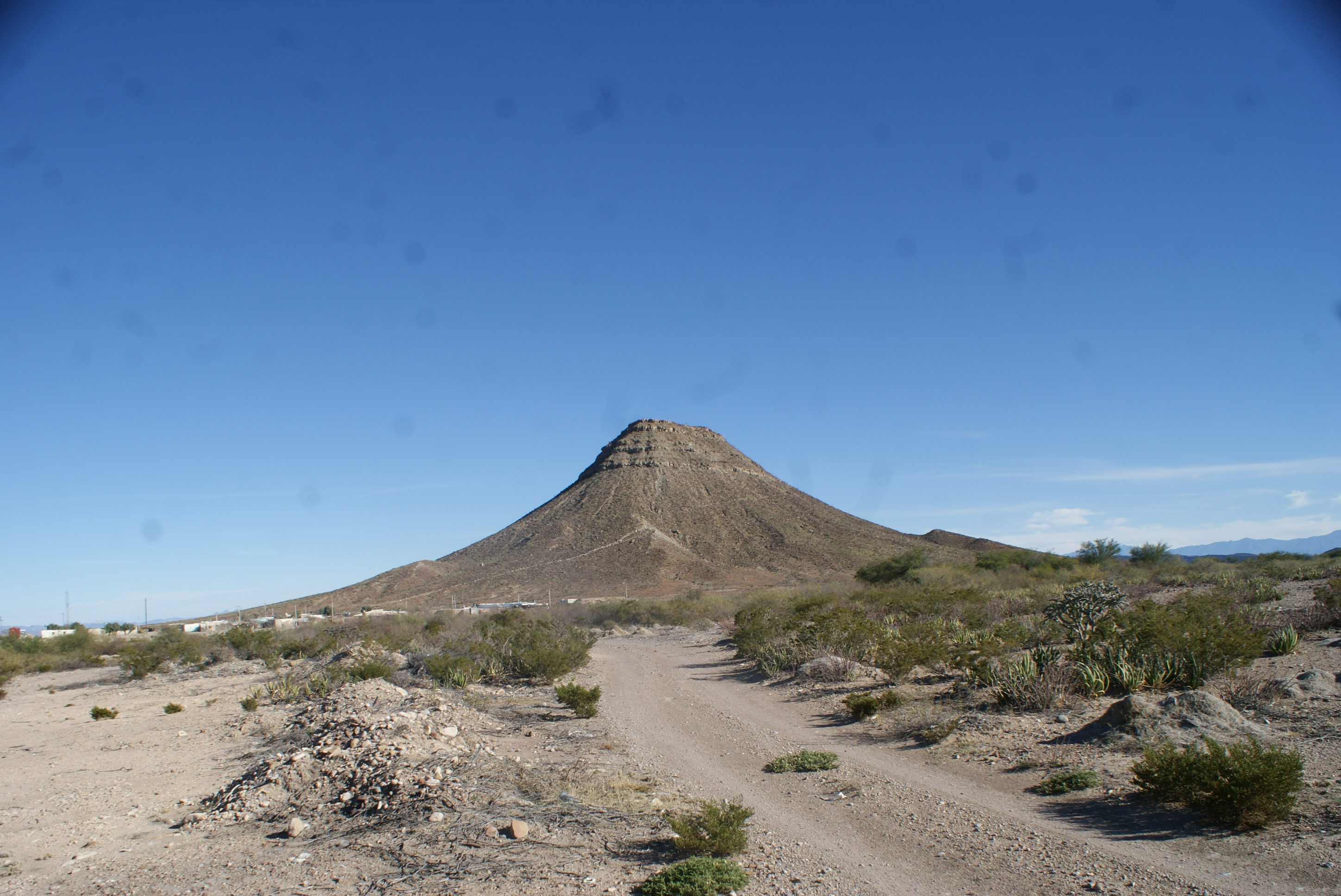
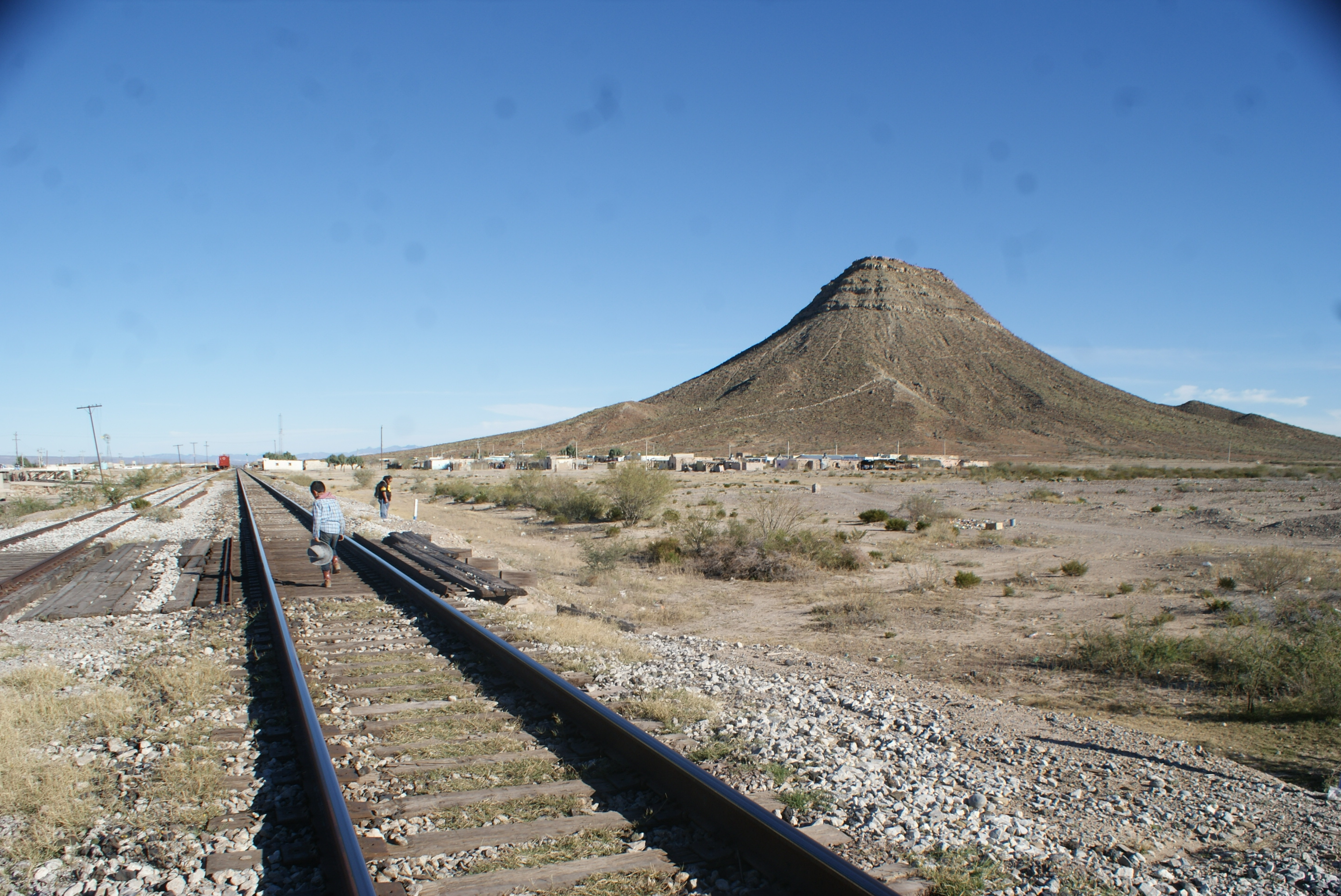
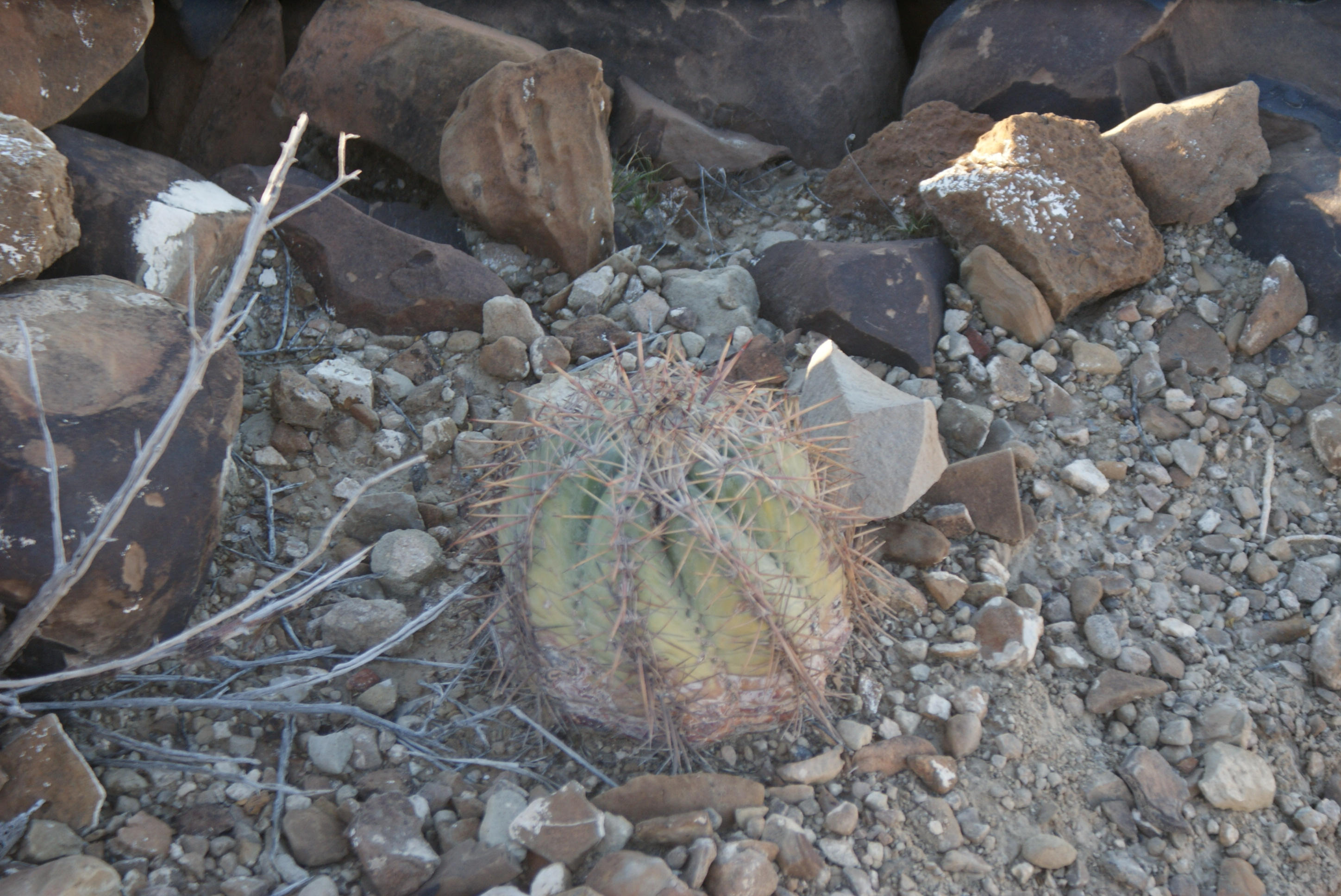
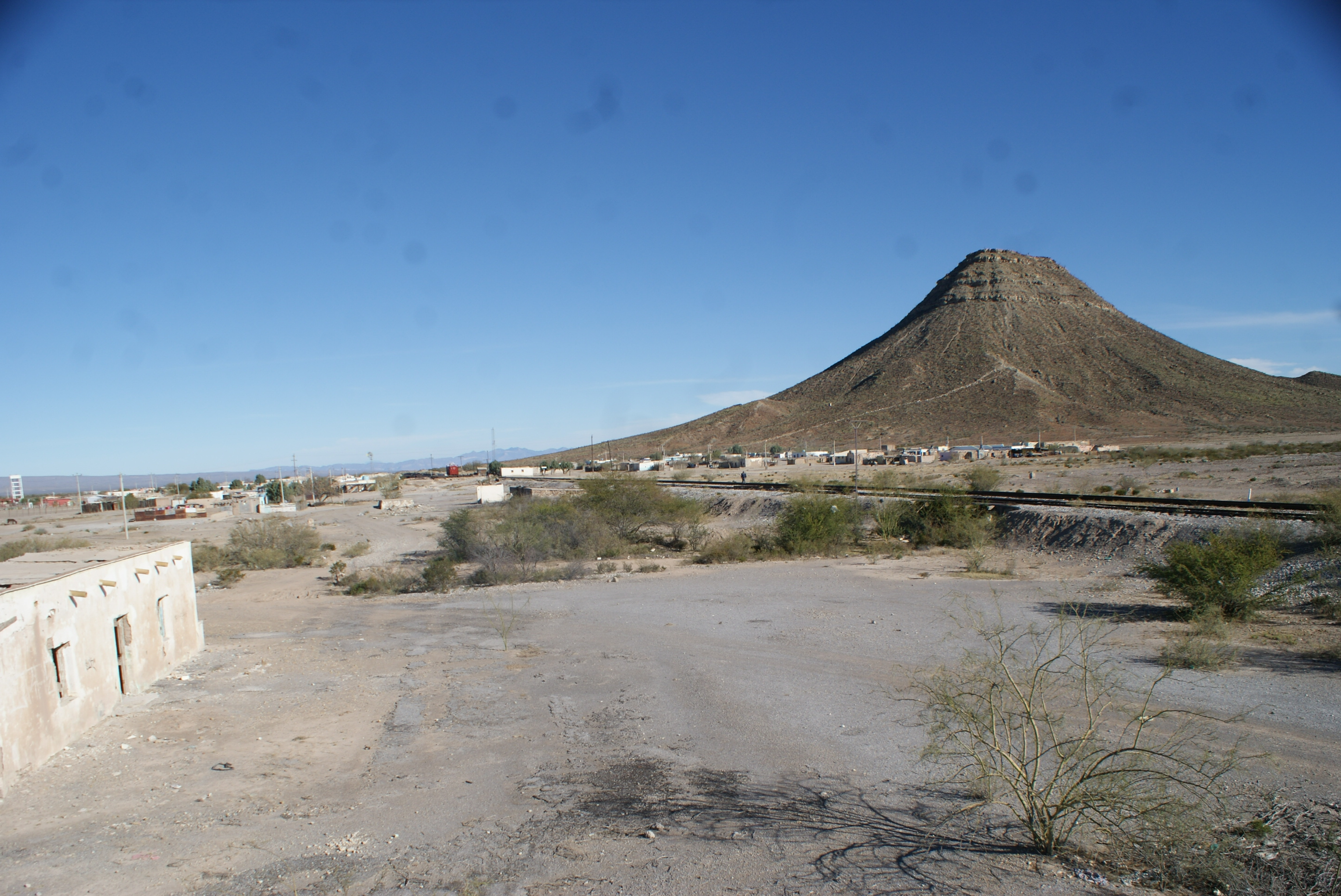
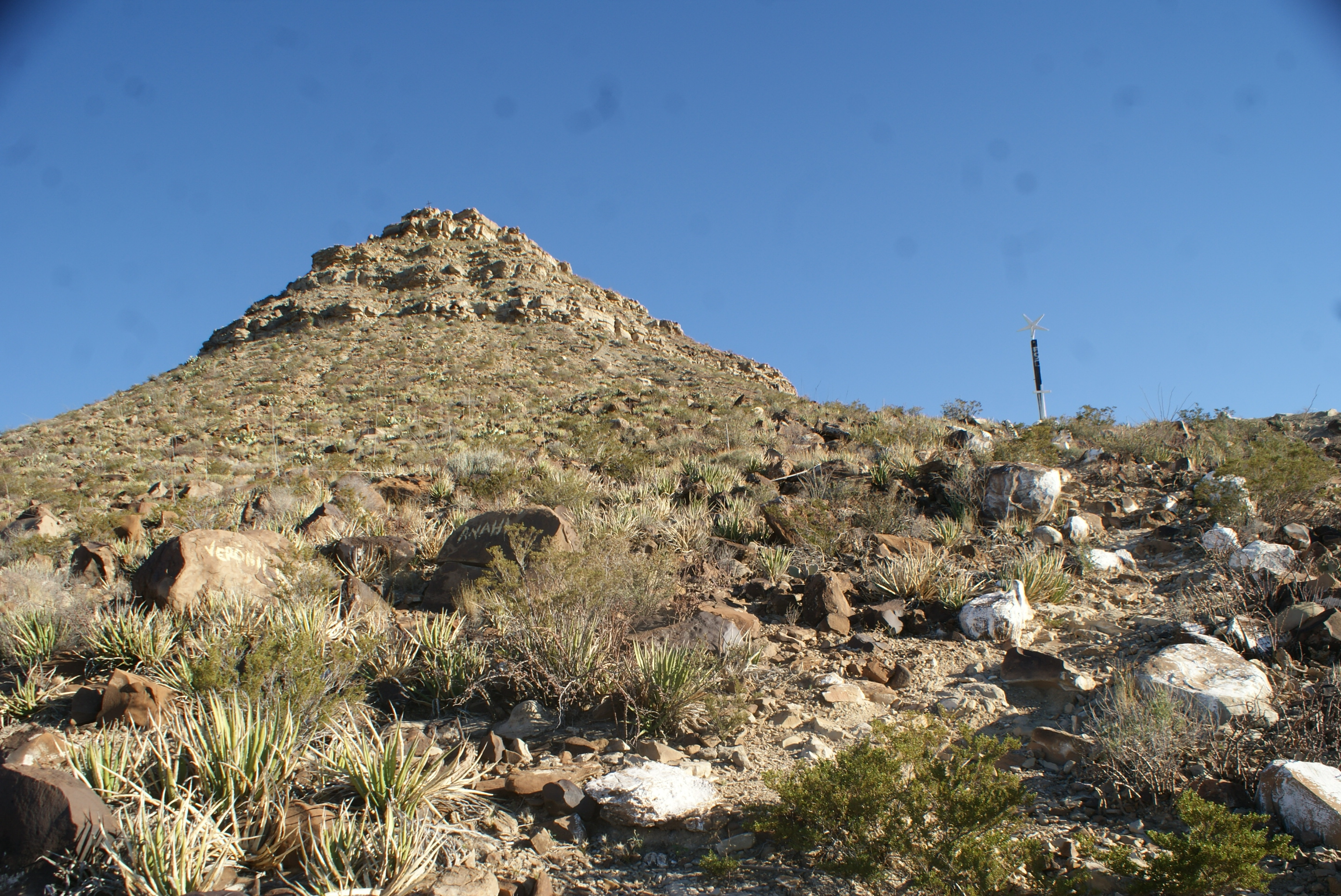
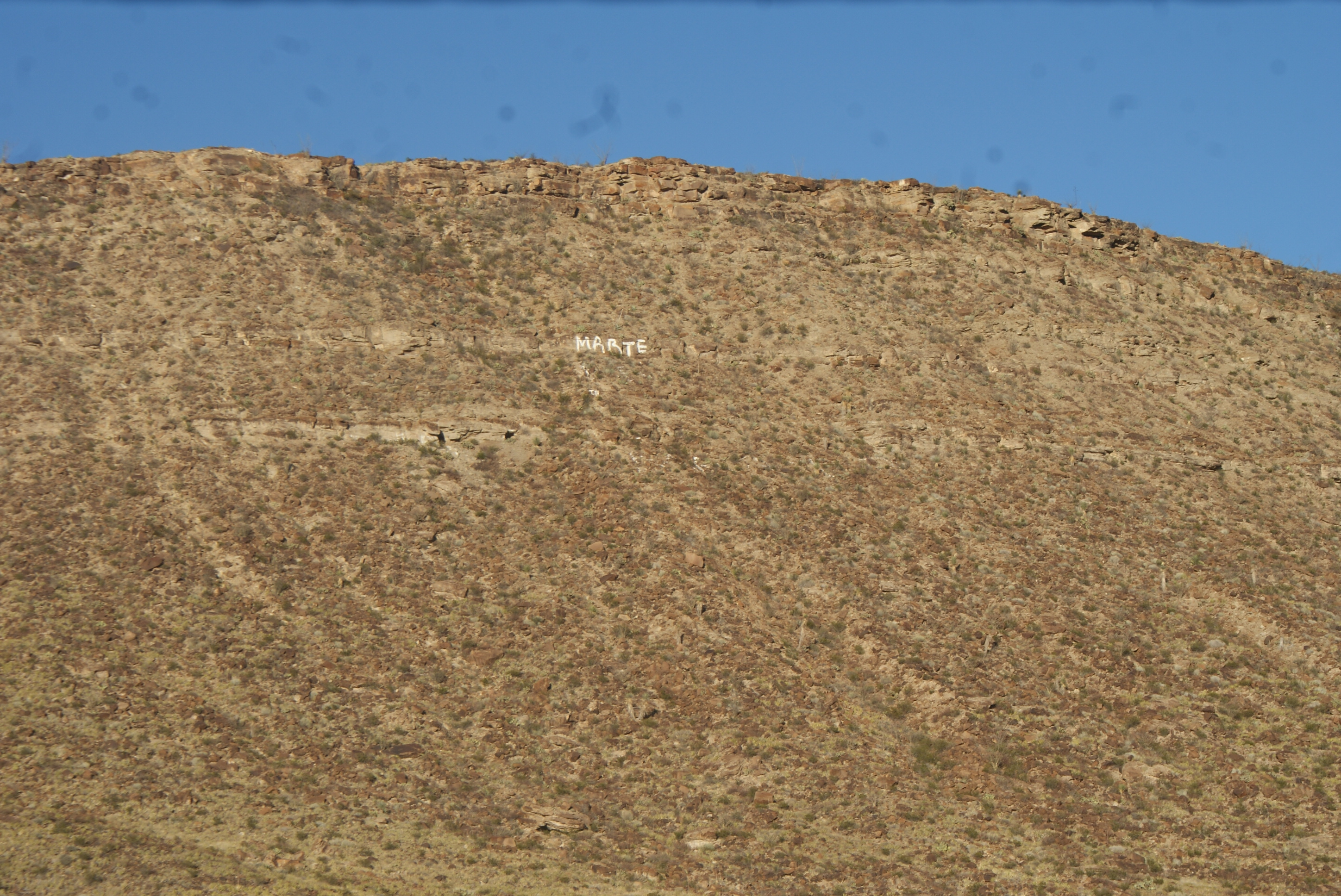
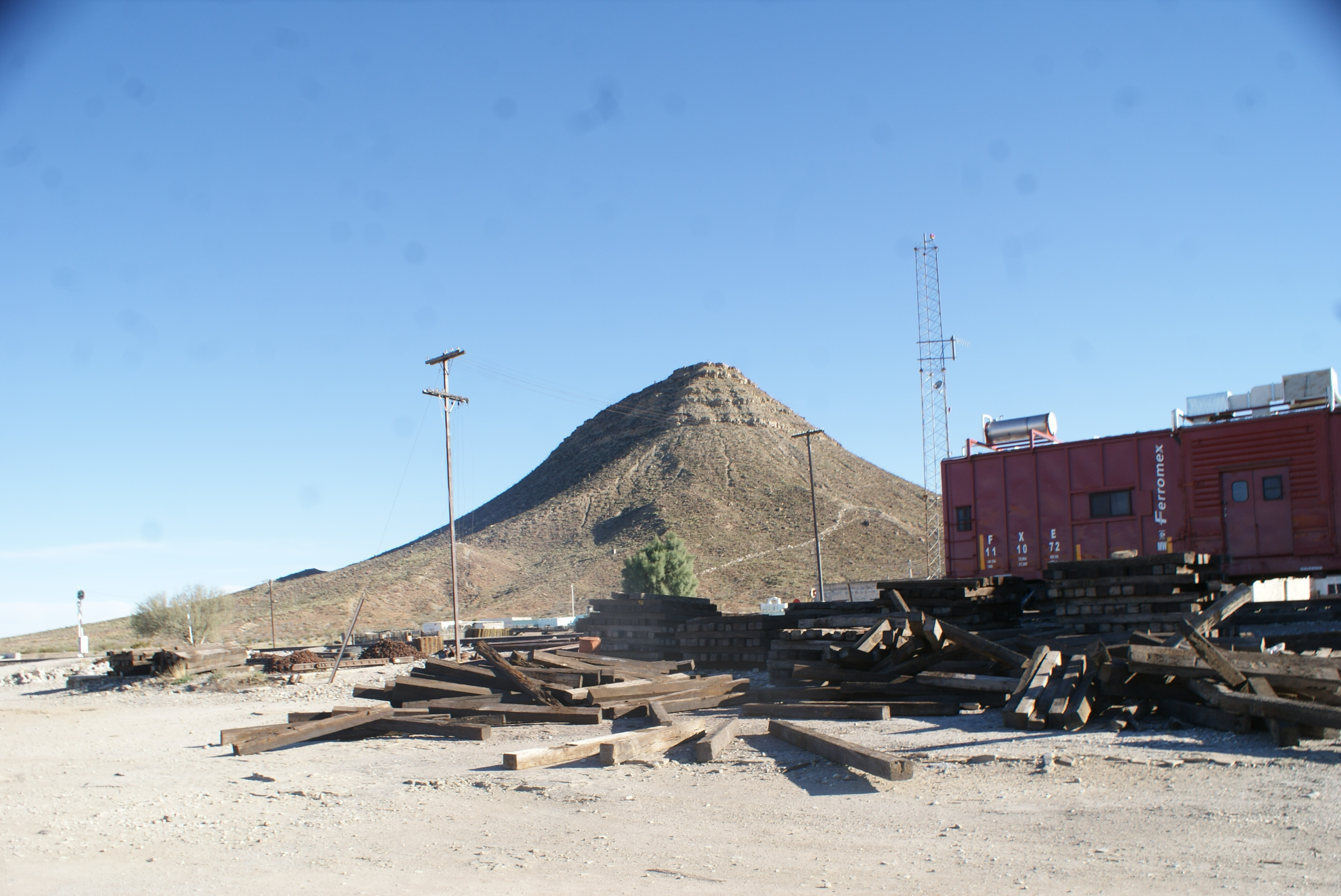
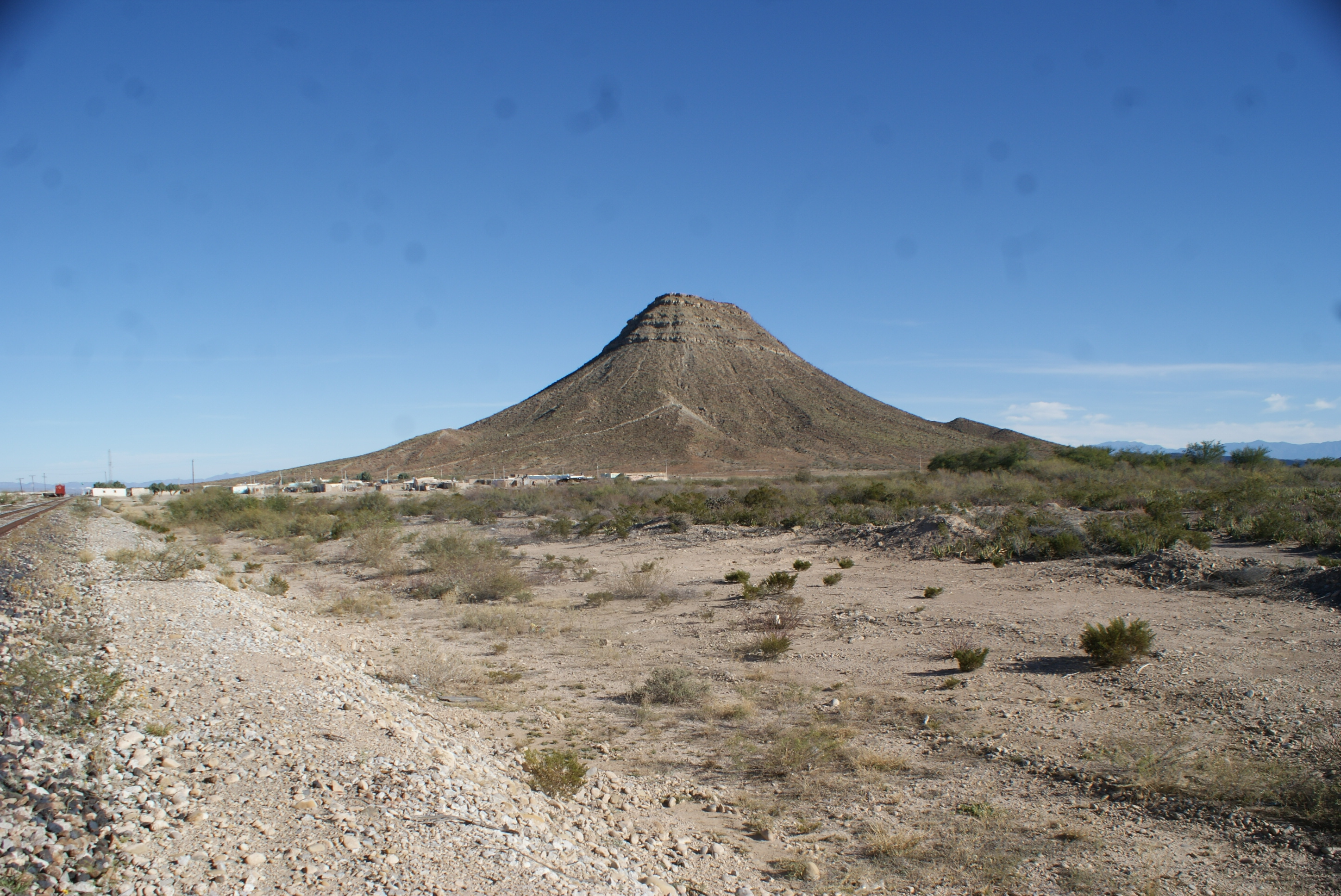
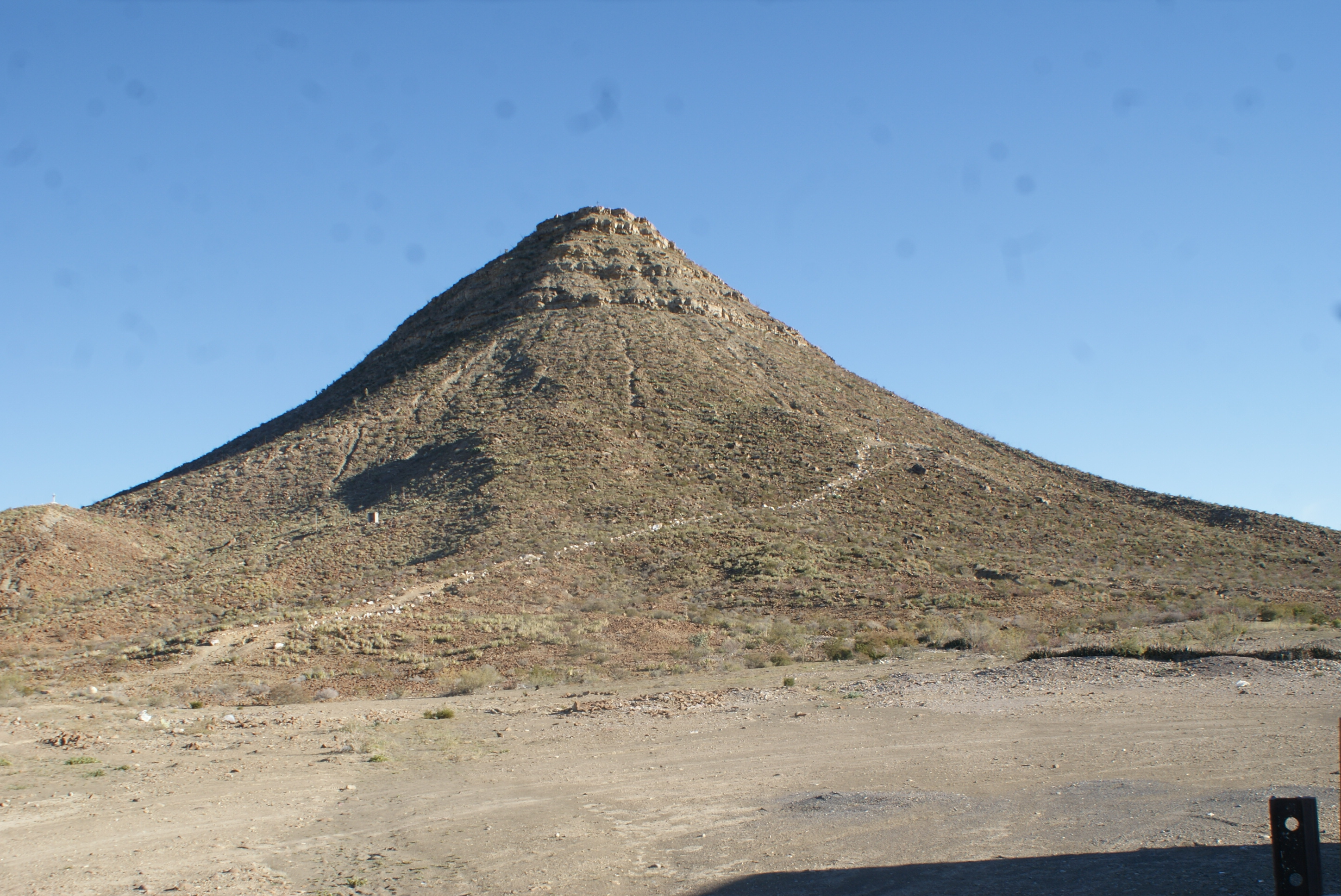
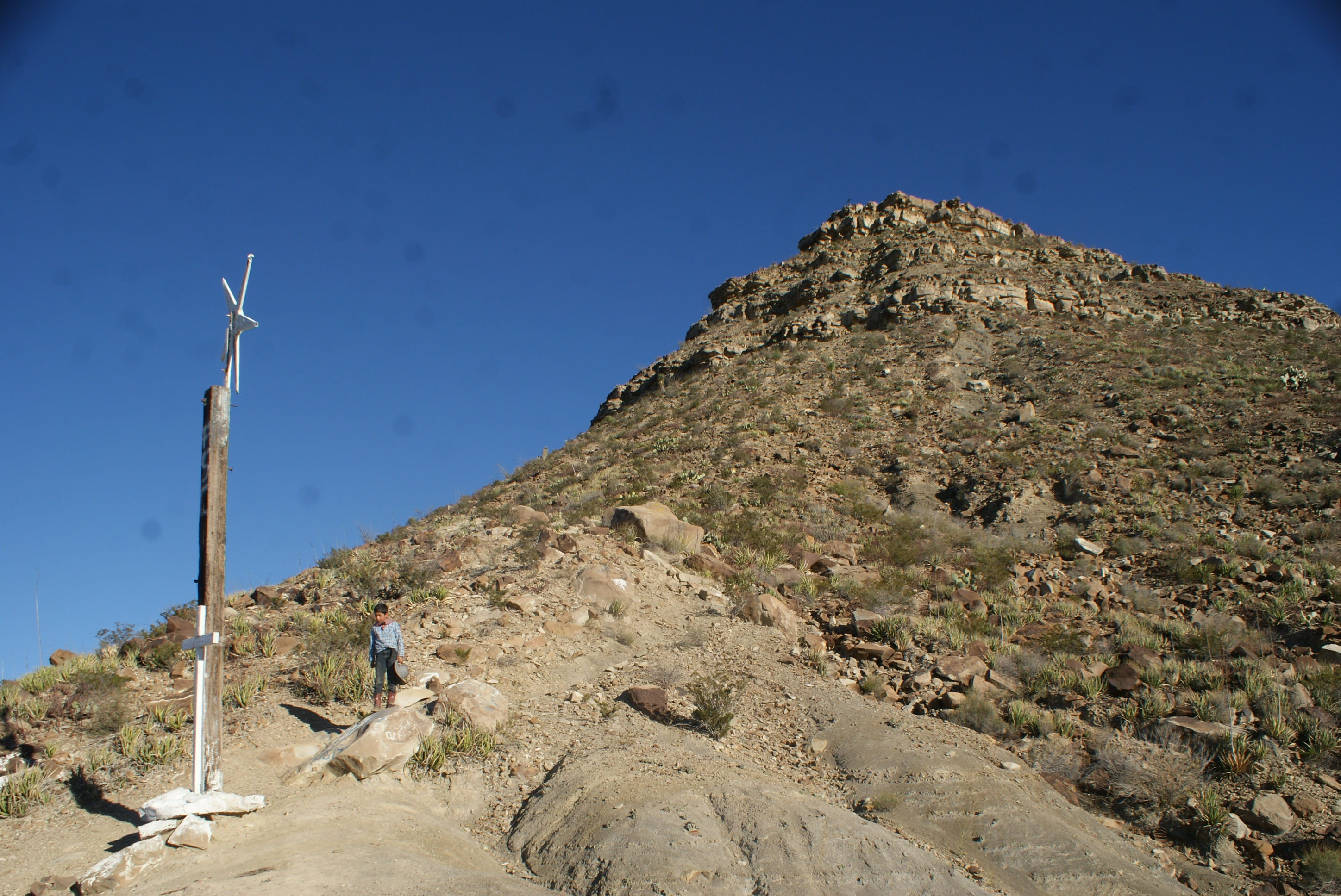